# Jary (Warszawa)
Jary lub Ursynów Północny-Jary – osiedle w dzielnicy Ursynów w Warszawie.

## Położenie i charakterystyka
Jary to osiedle położone na stołecznym Ursynowie, na obszarze Miejskiego Systemu Informacji Ursynów Północny. Według państwowego rejestru nazw geograficznych osiedle to część miasta o identyfikatorze 44676. Przez jego obszar przebiegają m.in. ulice Surowieckiego, Zaolziańska, Herbsta, Romera, Dembowskiego i Koński Jar. Jary to teren o przewadze zabudowy mieszkaniowej wielorodzinnej.
Znajdują się tu parki im. Jana Pawła II oraz im. Romana Kozłowskiego z Kopą Cwila.
Na terenie osiedla działa Spółdzielnia Mieszkaniowo-Budowlana „Jary”.

## Historia
W dniu 14 maja 1951 rozporządzeniem Rady Ministrów większość obszaru późniejszych Jarów została włączona w granice administracyjne Warszawy wraz z resztą gminy Wilanów. Wcześniej, zgodnie z mapami z lat 1929–1939 Wojskowego Instytutu Geograficznego znajdowała się tu miejscowość Imielin Nowy, były to także prawdopodobnie grunty należące do Wyczółek.
Od 1975 teren stanowił wraz z osiedlem Stokłosy (granica pomiędzy osiedlami przebiega Aleją Komisji Edukacji Narodowej) część południowego pasma rozwojowego w dzielnicy Mokotów o nazwie Ursynów Północny o łącznej powierzchni 126 hektarów. Całość zaplanowano na 9580 mieszkań i ok. 39,3 tys. mieszkańców. Jej projektantami byli Marek Budzyński (główny projektant), Jerzy Szczepanik-Dzikowski i Andrzej Szkop. Według tych planów budynki mieszkalne miały mieć 4 lub 13 kondygnacji i powstawać w technologii wielkiej płyty w systemach „Szczecin” i „Wk-70”. Budynki usługowe natomiast miały mieć szkielet prefabrykowany żelbetowy i stalowy. Główną zasadą urbanistyczną przyjętą podczas planowania była obudowa obiektami mieszkalnym i usługowymi ciągów pieszych.
Od marca 1994 roku Jary znajdują się w granicach Ursynowa.